# Decaphalangium peruvianum
Decaphalangium peruvianum är en tvåhjärtbladig växtart som beskrevs av Melch.. Decaphalangium peruvianum ingår i släktet Decaphalangium och familjen Clusiaceae. Inga underarter finns listade i Catalogue of Life.